# The Mysterious Dr. Fu Manchu
The Mysterious Dr. Fu Manchu is een Amerikaanse film uit 1929, gebaseerd op het personage Fu Manchu. De hoofdrol werd vertolkt door Warner Oland.

## Verhaal
In het begin van de film wordt Fu Manchu’s huis beschoten door het Britse regiment. Zijn vrouw en kind komen hierbij om. Een meisje genaamd Lia Eltham wordt onder Fu Manchu’s hoede achtergelaten. Wanneer ze volwassen is, gebruikt hij haar als zijn instrument van wraak. Fu Manchu wordt tegengewerkt door Nayland Smith en Dr. Petrie.

## Rolverdeling
| Acteur               | Personage           |
| -------------------- | ------------------- |
| Warner Oland         | Dr. Fu Manchu       |
| Neil Hamilton        | Dr. Jack Petrie     |
| Jean Arthur          | Lia Eltham          |
| O.P. Heggie          | Insp. Nayland Smith |
| William Austin       | Sylvester Wadsworth |
| Claude King          | Sir John Petrie     |
| Charles A. Stevenson | Gen. Petrie         |
| Evelyn Selbie        | Fai Lu              |
| Noble Johnson        | Li Po               |